# Heaven 17
Heaven 17 is een synthpopband uit het Engelse Sheffield. Het trio bestaat uit Martyn Ware (keyboards), Ian Craig Marsh (keyboards) en Glenn Gregory (zang). De groep beleefde zijn hoogtijdagen aan het begin van de jaren 80.
Veel van de teksten van Heaven 17 laten een links georiënteerd engagement zien. De eerste single van de groep, We don't need this fascist groove thing, werd door BBC Radio 1 geboycot, omdat de tekst de Amerikaanse president Ronald Reagan zou belasteren.

## Biografie
Ware en Marsh verlieten in 1980 The Human League om onder de naam British Electric Foundation (B.E.F.) voor zichzelf te beginnen. Na het aantrekken van leadzanger Glenn Gregory noemde het trio zich Heaven 17, naar de roman A Clockwork Orange van Anthony Burgess, waarin een popgroep met deze naam voorkomt. Als producers bleven Ware en Marsh de naam B.E.F. gebruiken.
Samen met The Human League, die met een andere bezetting doorgingen, werden ze de pioniers van het gebruik van de drumcomputer in pop en ontwikkelden ze de dansbare synthpop die een van de stromingen binnen de new wave zou worden.
De eerste lp was Penthouse & Pavement (1981) (14 in de UK Album Chart), met daarop de hits (UK) We don't need this fascist groove thing en de clubhit The height of the fighting (ook bekend als He-La-Hu). De enige single die in Nederland de hitparades haalde, Temptation, was afkomstig van het tweede album, The Luxury Gap (1983). Met dit nummer werd in een aantal Europese landen een hit gescoord. De plaat werd destijds veel gedraaid op Hilversum 3 en bereikte de 27e positie in de Nederlandse Top 40 en de 25e positie in de Nationale Hitparade. In 1992 haalde een remixversie opnieuw de hitlijsten. Carol Kenyon is erop te horen als gastzangeres. De volgende twee singles van het album, Come Live with Me en Crushed by the Wheels of Industry, werden enkel op de Britse eilanden hits. 
Het derde album, How Men Are (1984), leverde drie singles op, waarvan de laatste ...(And That's No Lie), zelfs in Engeland de hitparade niet meer haalde, maar in Nederland begin 1985 nog wel drie weken in de Verrukkelijke 15 stond. Van het vierde album, Pleasure One, flopte de eerste single Contenders, terwijl de tweede single Trouble wel weer een hitje werd in Engeland en Duitsland.
Hoewel de meeste van de muziek van de band werd opgenomen in de jaren tachtig, zijn ze sindsdien, vanaf 1997, af en toe weer bij elkaar geweest en verschenen er in 2005 en 2008 nieuwe albums. Ware werkte in 2004 ook samen met Vince Clarke op het nummer What Do I Want From You? van de housegroep Freeform Five.

## Discografie

### Albums
| Album met eventuele hitnotering(en) in de Nederlandse Album Top 100 | Datum van verschijnen | Datum van binnenkomst | Hoogste positie | Aantal weken | Opmerkingen |
| ------------------------------------------------------------------- | --------------------- | --------------------- | --------------- | ------------ | ----------- |
| The Luxury Gap                                                      | 1983                  | 07-05-1983            | 22              | 10           |             |
| How Men Are                                                         | 1984                  | 13-10-1984            | 26              | 6            |             |

### Singles
| Single met eventuele hitnotering(en) in de Nederlandse Top 40 | Datum van verschijnen | Datum van binnenkomst | Hoogste positie | Aantal weken | Opmerkingen                   |
| ------------------------------------------------------------- | --------------------- | --------------------- | --------------- | ------------ | ----------------------------- |
| Temptation                                                    | 1983                  | 18-06-1983            | 27              | 4            | #25 in de Nationale Hitparade |
| Temptation (Brothers in Rhythm remix)                         | 1993                  | 16-01-1993            | 16              | 6            | #18 in de Nationale Top 100   |

| Single met hitnotering(en) in de Vlaamse Ultratop 50 | Datum van verschijnen | Datum van binnenkomst | Hoogste positie | Aantal weken | Opmerkingen |
| ---------------------------------------------------- | --------------------- | --------------------- | --------------- | ------------ | ----------- |
| Temptation (Brothers in Rhythm remix)                | 1993                  | 23-01-1993            | 12              | 9            |             |

### NPO Radio 2 Top 2000
| Nummer met noteringen in de NPO Radio 2 Top 2000 | '00  | '01 | '02  | '03 | '04  |
| ------------------------------------------------ | ---- | --- | ---- | --- | ---- |
| Temptation                                       | 1399 | -   | 1349 | -   | 1853 |

1. ↑  Een '-' betekent dat het nummer niet was genoteerd en een vetgedrukt getal geeft de hoogste notering aan.
2. ↑  2000 was het eerste jaar met een notering voor dit nummer.
3. ↑  Deze tabel is bijgewerkt tot en met de laatste editie (2024).

## Trivia
- Glenn Gregory en Martyn Ware zorgden als producers voor de comeback van Tina Turner door haar album Private Dancer te produceren.